# Ametralladora ligera Tipo 11
La ametralladora ligera Tipo 11 (十一年式軽機関銃 Jyūichinen-shiki Kei-kikanjū?), era una ametralladora ligera empleada por el Ejército Imperial Japonés durante el periodo de entreguerras y la Segunda Guerra Mundial.

## Historia y desarrollo
Las experiencias de combate durante la guerra ruso-japonesa de 1904-1905 convencieron al Ejército Imperial Japonés sobre la utilidad de las ametralladoras al proveer fuego de apoyo a la infantería que avanzaba. Esto fue reconfirmado por las observaciones directas de las tácticas europeas de combate por parte de los agregados militares japoneses durante la Primera Guerra Mundial, por lo cual se le encargó a la Oficina Técnica del Ejército el desarrollo de una ametralladora ligera, la cual debía ser fácilmente transportable por un escuadrón de infantería. El arma resultante fue la "Ametralladora ligera Tipo 11" (llamada así por el décimo-primer año de reinado del Emperador Taishō, o 1922), que fue la primera ametralladora ligera producida en masa en Japón y la más vieja ametralladora ligera japonesa empleada en la guerra del Pacífico. Fue sobrepasada por la Tipo 96 en 1936. 

## Diseño

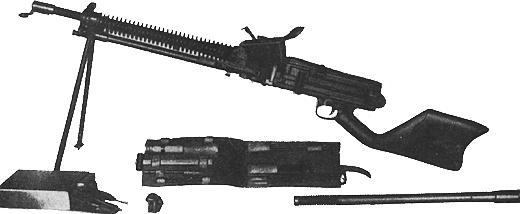
Una Tipo 11 con sus accesorios.

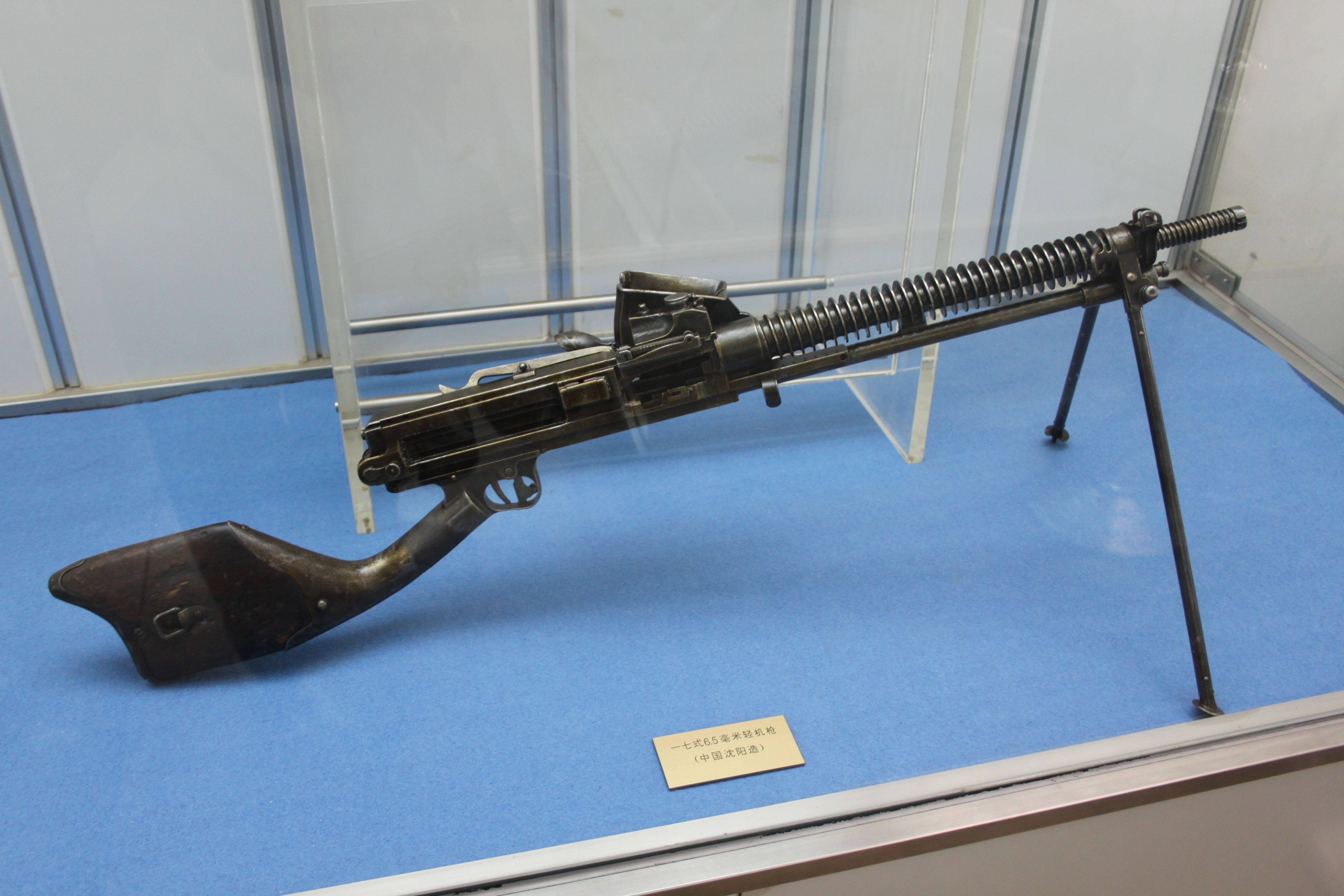
La Tipo 11 del Museo Militar de la Revolución Popular China, Pekín.

La Tipo 11 era un diseño del conocido diseñador de armas Kijirō Nambu, similar la ametralladora francesa Hotchkiss M1909 Benet-Mercie, aunque con numerosos cambios en la alimentación, los controles de fuego y el cerrojo del arma. Era una ametralladora enfriada por aire y accionada por los gases del disparo, que empleaba los mismos cartuchos que el fusil Tipo 38 (6,5 x 50 Arisaka).
Una notable característica de la Tipo 11 era su tolva fija. En lugar de una cinta o un cargador extraíble, la tolva de la Tipo 11 había sido diseñada para contener 6 peines de 5 cartuchos empleados por el fusil Tipo 38. Los peines de 5 cartuchos eran apilados dentro de la tolva situada encima del cajón de mecanismos, siendo presionados por un brazo con resorte. Los cartuchos eran extraídos uno por uno del peine inferior y aceitados por una bomba de aceite, luego este era expulsado y el siguiente peine caía automáticamente en el lugar del anterior mientras el arma disparaba. Este sistema tenía la ventaja que cualquier miembro del escuadrón podía proveer municiones para la ametralladora, manteniendo la tolva llena en todo momento. Pero más tarde los japoneses tuvieron que diseñar un cartucho menos potente, porque el cartucho original estaba causando problemas de fiabilidad y eliminaba la ventaja de la compatibilidad. El nuevo cartucho fue llamado 6,5 x 50 Arisaka Genso, con sus cajas identificadas por una "G" dentro de un círculo rojo.
La principal desventaja era que la tolva abierta permitía la entrada de polvo y tierra en el arma, lo cual provocaba bloqueos en terrenos lodosos o polvorientos debido a problemas de poca tolerancia dimensional. Esto le dio una mala reputación al arma entre las tropas japonesas. Otro problema era que el peso de los cartuchos de fusil desbalanceaba la ametralladora, cuando la tolva montada lateralmente estaba llena. Para compensar esto, su culata fue diseñada de tal modo que se doblaba hacia la derecha, por lo cual los soldados chinos la apodaron como "culata torcida" (歪把子). Recargar la ametralladora durante un asalto demostró ser imposible debido a su sistema de alimentación por peines. 
También estaba disponible un afuste especial para la Tipo 11, para emplearla como arma antiaérea.

## Historial de combate

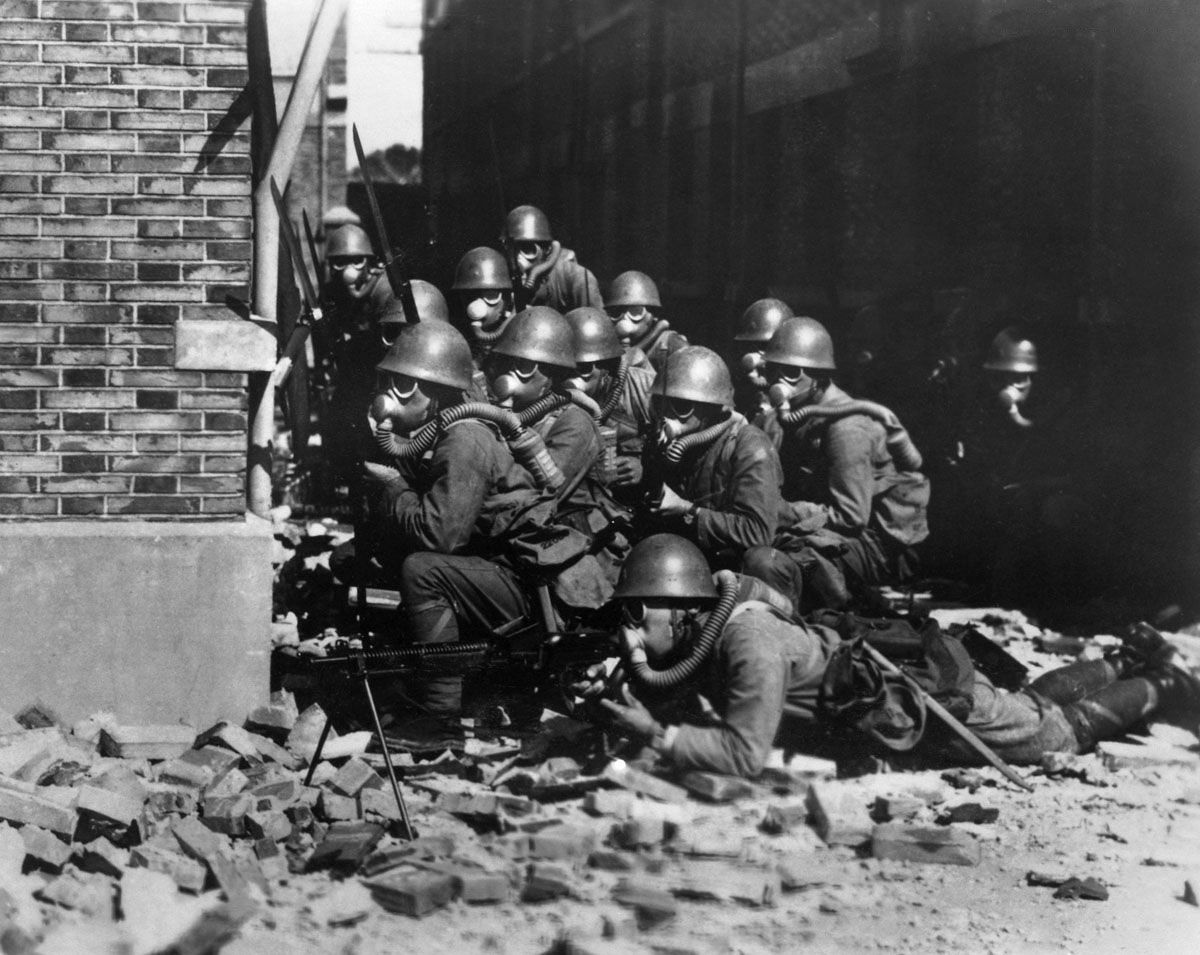
Soldados de las Fuerzas Navales Especiales Japonesas con una Tipo 11 durante la Batalla de Shanghái.

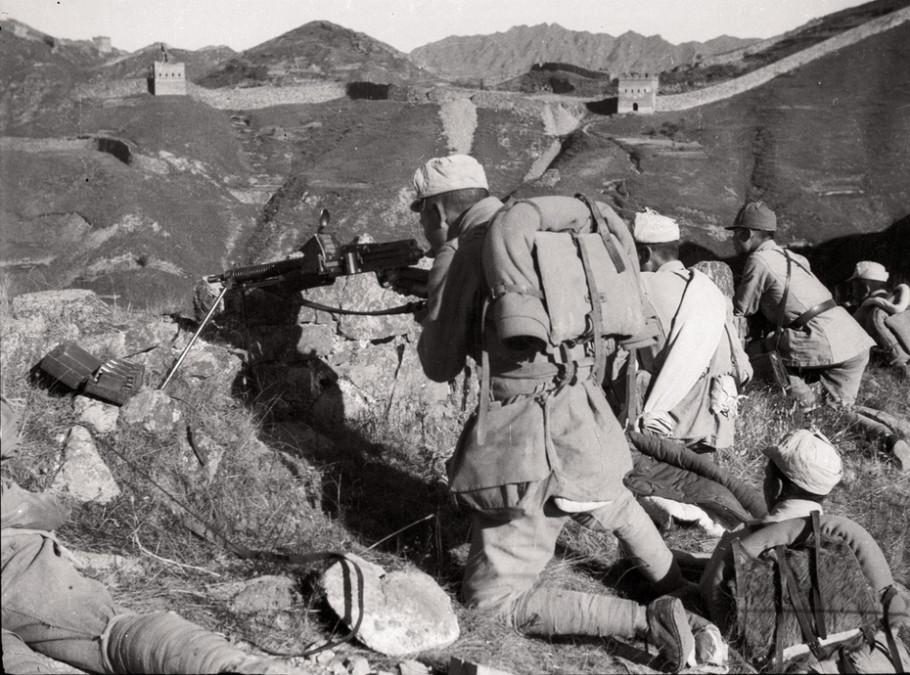
Soldados chinos disparando una Tipo 11 capturada contra los japoneses.

La Tipo 11 entró en servicio activo en 1922, habiéndose producido unas 29.000 para cuando se canceló su producción en 1941. Fue la principal ametralladora ligera japonesa empleada durante el Incidente de Mukden y en las primeras etapas de la segunda guerra sino-japonesa. Aunque sobrepasada por la Tipo 96, la Tipo 11 continuó en servicio como arma de primera línea hasta el final de la Segunda Guerra Mundial. Muchas fueron capturadas por los chinos y empleadas contra los japoneses. El Ejército Imperial de Manchukuo reemplazó sus ametralladoras ZB vz. 30 con la Tipo 11 en 1936. Ambos bandos también emplearon la Tipo 11 durante la guerra civil china y Corea del Norte empleó ametralladoras Tipo 11 y Tipo 91 durante la guerra de Corea. El Viet Minh también empleó la Tipo 11 durante la guerra de Indochina, al igual que el Viet Cong durante la guerra de Vietnam.

## Variantes
- 'Tipo 89 "flexible"' - dos ametralladoras Tipo 11 montadas sobre un afuste flexible para defensa antiaérea y como arma de cola a bordo de aviones. Ambas ametralladoras habían sido recalibradas para disparar el cartucho 7,70 x 58 SR Tipo 89. Tenía una culata metálica en forma de "Y" y dos agarraderas tipo "mango de pala", pero sus cañones no tenían aletas de enfriamiento. Era alimentada mediante dos cargadores en forma de cuadrante, con capacidad de 45 cartuchos (9 peines de 5 cartuchos). Esta ametralladora de dos cañones pesaba unos 28 kg y tenía una cadencia de alrededor de 1.400 disparos/minuto.[13]

- Tipo 91 - era una Tipo 11 modificada para emplearse a bordo de tanques y vehículos blindados. Esta ametralladora tenía un pistolete en ángulo y se le retiraron la culata y el bípode.[14] Además estaba equipada con dos soportes en el lado derecho de su cajón de mecanismos, para instalarle una mira telescópica de 1,5x30 aumentos fabricada por Tomioka Kogaku.[15]

- Te-4 - era una Tipo 11 modificada, que fue diseñada para reemplazar a la Tipo 89 "flexible" debido al excesivo peso de esta última. Iba montada sobre un afuste flexible distinto, tenía una culata de madera más corta y un pistolete recto con guardamonte agrandado, pero su cañón no tenía aletas de enfriamiento. Disparaba el cartucho 7,70 x 58 SR Tipo 89 y era alimentada mediante un tambor de 70 cartuchos. Se desconoce si la Te-4 fue creada a partir de la división de una Tipo 89 "flexible", o fue un derivado directo de la Tipo 11.[13]

## Usuarios
- Corea del Norte
- Imperio del Japón
  -  Ejército Imperial Japonés
  -  Fuerzas Navales Especiales Japonesas
- Manchukuo
- República de China
  -  Ejército Nacional Revolucionario
  -  Ejército Popular de Liberación
- Vietnam del Norte: Viet Minh y Viet Cong